# Batterie (Schach)
In Schach versteht man unter einer Batterie ein Zusammenspiel zumindest zweier Figuren entlang einer bestimmten Wirkungslinie. Dabei gibt es zwei unterschiedliche Bedeutungen:
- Einerseits ist eine Batterie eine Situation für einen Abzug. Eine langschrittige Figur (Dame, Turm oder Läufer) steht zusammen mit dem gegnerischen König in einer Wirkungslinie und würde ihm Schach bieten, wenn nicht vorerst eine andere Figur ihrer Seite dazwischen stünde, die zum Abzug bereitsteht. Diese beiden Figuren bilden die Batterie. Eine Batterie, die durch abwechselndes Abzugsschach und Schachgebot der ziehenden Figur immer wieder erneuert wird, nennt man Zwickmühle.
- Alternativ bezeichnet man als Batterie auch eine Konzentration von Figuren gleicher Wirkungslinie entlang ebendieser Wirkungslinie, um einen konzentrierten Angriff auszuüben – namentlich die beiden Türme, Dame mit Turm (oder beiden Türmen), oder Dame mit Läufer.

In der Schachkomposition ist üblicherweise die erste Bedeutung gemeint, in Partiekommentaren kommen beide Interpretationen gemischt vor.

## Beispiel aus einer Studie
|   | a | b | c | d | e | f | g | h |   |
| 8 |   |   |   |   |   |   |   |   | 8 |
| 7 |   |   |   |   |   |   |   |   | 7 |
| 6 |   |   |   |   |   |   |   |   | 6 |
| 5 |   |   |   |   |   |   |   |   | 5 |
| 4 |   |   |   |   |   |   |   |   | 4 |
| 3 |   |   |   |   |   |   |   |   | 3 |
| 2 |   |   |   |   |   |   |   |   | 2 |
| 1 |   |   |   |   |   |   |   |   | 1 |
|   | a | b | c | d | e | f | g | h |   |

Der Läufer auf b2 und der Turm auf g7 bilden hier eine Batterie gegen den schwarzen König, die zwar für ein Abzugsschach bereitsteht, jedoch nicht sofort sinnvoll eingesetzt werden kann. Nach 1. Ka1–b1 wird das vorher mögliche Schach des schwarzen Turmes auf a6 vermieden. Schwarz ist nun in Zugzwang und kann nicht sinnvoll schachbieten, so dass er seinen Turm verliert, zum Beispiel nach 1. … Th6–h1+ 2. Tg7–g1+. Wenn der schwarze Turm stattdessen, wie es in einer anderen Variante der Studie vorkommt, auf f8 stünde, gewönne 1. Ka1–a2 und Schwarz hätte erneut keinen sinnvollen Zug.

## Beispiel aus einer Partie
|   | a | b | c | d | e | f | g | h |   |
| 8 |   |   |   |   |   |   |   |   | 8 |
| 7 |   |   |   |   |   |   |   |   | 7 |
| 6 |   |   |   |   |   |   |   |   | 6 |
| 5 |   |   |   |   |   |   |   |   | 5 |
| 4 |   |   |   |   |   |   |   |   | 4 |
| 3 |   |   |   |   |   |   |   |   | 3 |
| 2 |   |   |   |   |   |   |   |   | 2 |
| 1 |   |   |   |   |   |   |   |   | 1 |
|   | a | b | c | d | e | f | g | h |   |

Capablanca zog hier 33. Ta7–d7? (besser Dd1–f3!), was es Aljechin ermöglichte, mit 33. … Dg6–e6! eine Batterie in der e-Linie aufzubauen und dadurch eine Doppeldrohung aufzustellen: Der Td7 ist angegriffen, und Te5–e1+ mit Damengewinn droht. Capablanca entkam mit dem Zwischenschach 34. Dd1–d3+ g7–g6 sofortigem Materialverlust, konnte die Stellung aber nicht halten.
Aljechin war ein Meister der Batterieführung und kam oft durch sie zum Sieg, sein bekanntestes Beispiel ist die Dreierbatterie in der c-Linie gegen Nimzowitsch.